# Lightning接头

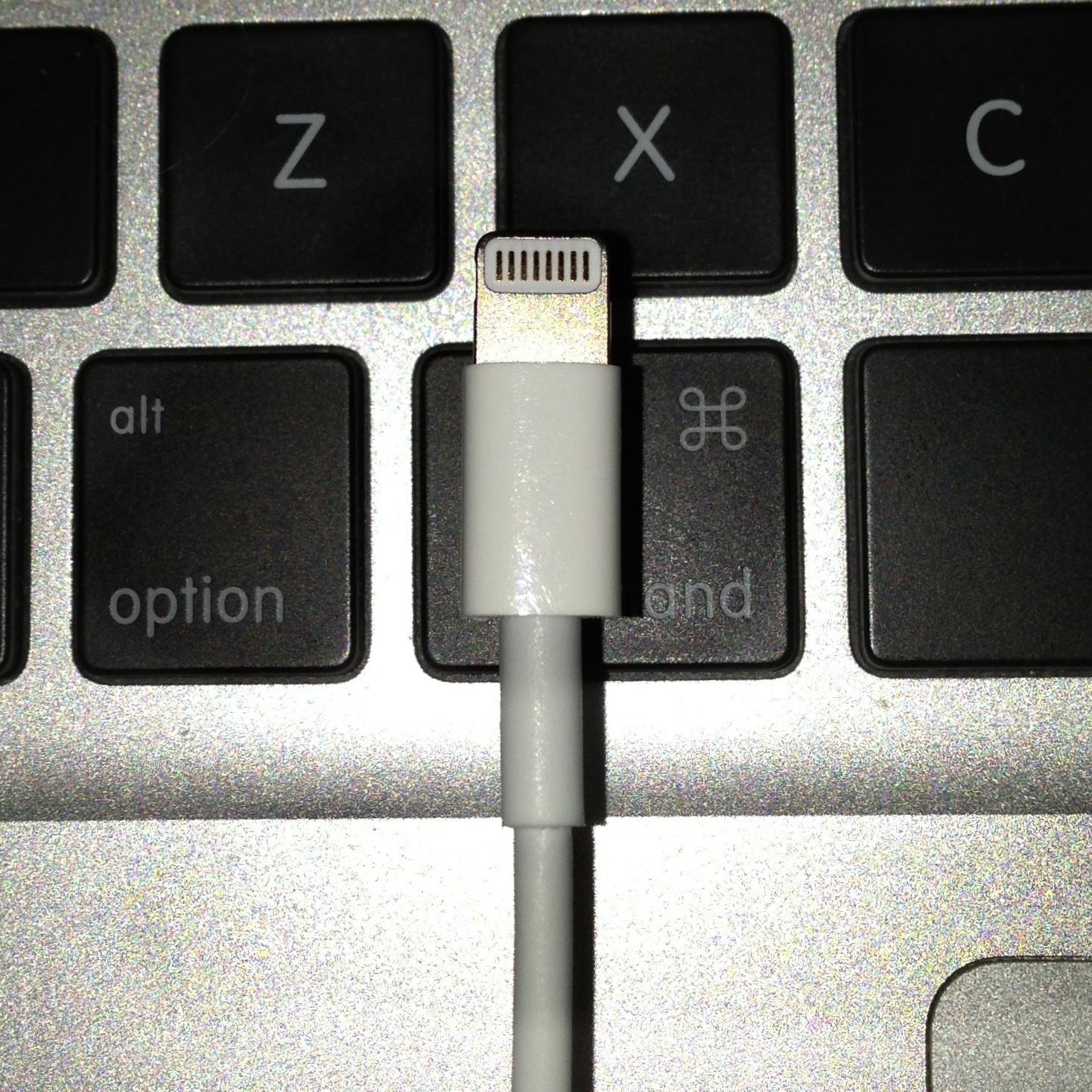
苹果Lightning连接器与Mac键盘的对比

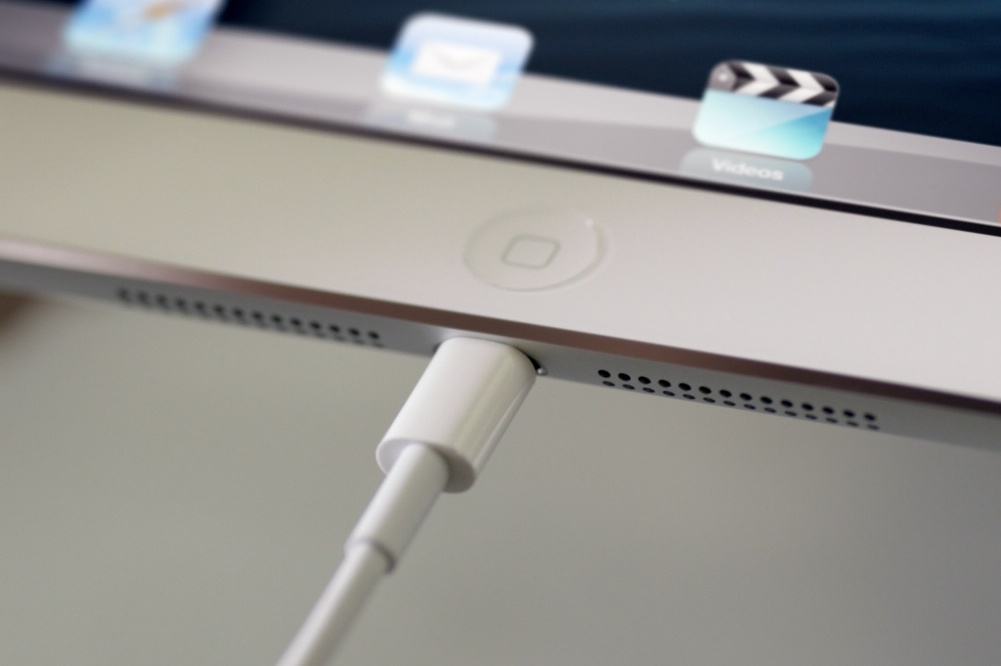
iPad mini配备的Lightning接头和插座

Lightning是由蘋果公司所製作的專有電腦总线及連接器規格，首次出現在2012年所發表的iPhone 5、iPod Touch及iPod nano等新款手持式消費性電子產品，並在iPhone 15系列取消了Lightning接頭。此連接器針腳為8 pin，正反面皆可插，尺寸與Micro USB相近。Lightning取代了使用多年的30pin連接器，而蘋果公司另外提供Lightning轉接30pin的轉接頭得以讓使用30pin連接器的週邊及線材仍可繼續使用。

## 特色
這是移動市場首個成為主流的正反可插介面，由於插頭采用了對稱式設計，所以插頭的上下兩面均分佈有相同的針腳。無論使用者以何種方向將插頭插入接口，其中一組針腳都會同基座中的針腳相連接。目前還有USB Type-C也跟着採用這種設計。不同的是，Lightning接頭的引腳在外面，USB-C接頭的引腳則在裏面，且Lightning的插座引腳只有一邊，USB-C則兩邊都有。
Lightning接頭還將其上一代30-Pin接頭所使用的固定用機械卡扣移動到基座接口中，故此接頭本身上面沒有任何活動部件，緊凑而不容易損壞。接頭左右兩側均有小型凹槽，以配合接口内的固定用卡扣。
由於歐盟規定消費性電子產品需統一使用Micro USB做為連接器，因此以往蘋果公司在歐盟地區及中國大陸銷售的消費性電子產品附有30-Pin連接器轉接Micro USB的轉接器。在Lightning連接器發表之後，蘋果公司亦提供Lightning連接器轉接Micro USB的轉接器。
在2017年11月初的iOS 11更新中，簡體中文版將Lightning譯為「闪电」，而繁體中文版依然使用英文名。

## 採用 Lightning 接頭的裝置列表

### iPhone
- iPhone 5
- iPhone 5s
- iPhone 5c
- iPhone 6/6 Plus
- iPhone 6s/6s Plus
- iPhone SE
- iPhone 7/7 Plus
- iPhone 8/8 Plus
- iPhone SE (第二代)
- iPhone SE (第三代)
- iPhone X
- iPhone XS/XS Max
- iPhone XR
- iPhone 11
- iPhone 11 Pro/11 Pro Max
- iPhone 12/12 mini
- iPhone 12 Pro/12 Pro Max
- iPhone 13/13 mini
- iPhone 13 Pro/13 Pro Max
- iPhone 14/14 Plus
- iPhone 14 Pro/14 Pro Max

### iPad
- iPad Air
- iPad Air 2
- iPad Air (第三代)
- iPad (第四代)
- iPad (第五代)
- iPad (第六代)
- iPad (第七代)
- iPad (第八代)
- iPad (第九代)
- iPad Pro (第一、二代12.9＂,9.7＂,10.5＂)
- iPad mini
- iPad mini 2
- iPad mini 3
- iPad mini 4
- iPad mini (第五代)

### iPod
- iPod touch 5
- iPod touch 6
- iPod touch 7
- iPod Nano (第七代)

### AirPods
- AirPods(第一代)
- AirPods(第二代)
- AirPods(第三代)
- AirPods Pro
- AirPods Pro (第二代)
- AirPods Max

### 周邊設備
- 第一代Apple Pencil
- Magic Mouse 2
- Magic Trackpad 2
- Magic Keyboard
- Apple Watch 磁力充電底座
- Beats Pill+ 揚聲器
- Apple TV 4K/HD 專用 Siri Remote（第 1 代）
- Apple TV 4K/HD 專用 Siri Remote（第 2 代）
- AirPods 充電盒
- EarPods 具備 Lightning 連接器
- Beats X
- Beats Solo Pro 耳机
- Powerbeats Pro 充电盒
- iPhone Lightning 底座

### 转换器

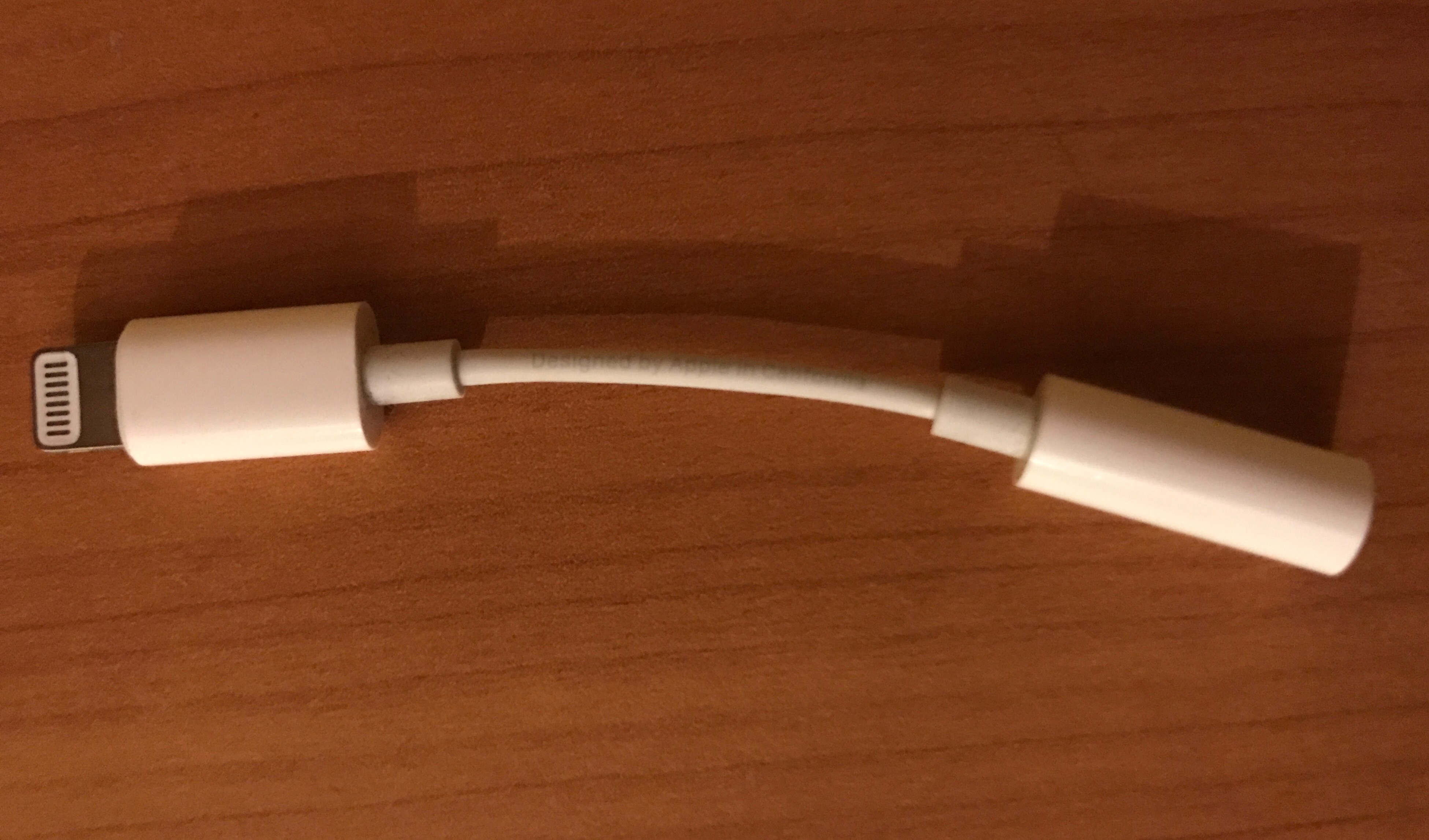
Lightning 對 3.5 mm 耳機插孔轉接器

- Lightning 對 3.5 mm 耳機插孔轉接器
- Lightning 转 30针 转换器
- Lightning 转 Micro USB 转换器
- Lightning 转 USB 相机转换器
- Lightning 转 USB3 相机转换器
- Lightning 转 SD卡相机读卡器
- Lightning 转 VGA转换器
- Lightning 转  HDMI转换器
- Lightning 数字影音转换器
- USB 转 Lightning 连接线
- USB-C 转 Lightning 连接线
- USB-C 至 Apple Pencil 轉換器

## 問題

### 植入非法晶片
Verizon的研究員Mike Grover介紹被改裝的Lightning線，外表與一般的Lightning線一樣無法分辨，且能正常充電與傳輸資料，iPhone或電腦也無法偵測它是一條有問題的線。改裝後的線內含Wi-Fi無線晶片，當它連接裝置時本身就會變成一個Wi-Fi熱點，並且登入該IP後就可以對iPhone或電腦執行指令，Mike Grover表示這種線存在於市場上已經很長一段時間了，而且這種技術在各種線材上都能運用，據他了解連美國國家安全局都有出過自己的版本；不過Mike Grover也說，Lightning是最難植入晶片的線。

### 向前兼容性
30針Dock接頭經轉接頭轉為Lightning接頭後，只能用作數據傳輸、充電及音頻輸出。不能輸出HDMI及VGA端子訊號。

### MFI認證
蘋果公司的MFi認證以提升第三方生產商的品質與用戶保障。

### USB-C的歐盟建議
歐盟執委會於2021年9月23日表示，為減少消費者的不便及不必要的浪費，將會向歐洲議會提案，要求在歐盟出售的電子設備，例如智能電話、平板電腦、數碼相機及遊戲機手掣等，應統一採用USB-C接口，並會提供兩年時間的調整期。
雖然將提交的草案不會規定要淘汰哪種接口，亦即可保留自有協議，但至少要有一個USB-C接口，故該項措施一旦落實，業界普遍認為對蘋果公司堅持使用的唯一Lightning接口的產品影響最大。歐盟執委會表明有關決定並非針對蘋果公司，但經歷長達十年的談判，各電子設備供應商仍未能達成共識，因此需要作出有關決定。
蘋果公司在2018年推出的第三代iPad Pro首先改用USB-C埠，其他行動裝置產品也陸續改為USB-C，做為銷售主力的iPhone手機自2023年推出之iPhone 15系列也改成USB-C接頭。